# Paula Arcila
Paula Santa Arcila (Medellín Antioquia, Belén Las Playas 27 de febrero de 1975), es locutora de radio, presentadora de televisión, libretista de humor y actriz de teatro colombiana.

## Biografía
Paula Arcila creció en medio de una atmósfera radial ya que sus tíos Alonso Arcila, Rubén Darío Arcila, Carlos Julio Arcila, Armando Arcila son figuras de ese medio de comunicación en Colombia. Paula nació y se crio en el barrio Belén de la ciudad de Medellín con sus padres y sus dos hermanos menores (Juan Esteban y María Angélica). Durante las vacaciones acompañaba a su tío Alonso Arcila en su programa radial Los habitantes de la noche que se transmite de 22:30 a 03:30 de lunes a viernes y que sale al aire desde 1975. En 1991, finalizado el bachillerato, se fue a trabajar al show nocturno hasta 1994. En 1995 se lanzó a hacer su propio show radial llamado "Paréntesis" en el que trataba varios temas sociales hasta 1996, fecha en la que decidió mudarse a Miami.
En 1996 empezó en la desaparecida RCN en un programa llamado Musical RCN. Allí fue donde empezó como guionista de humor e imitadora hasta 1998. Desde 1999 hasta 2000 trabajó en Radio Caracol, en el programa "De regreso a casa", entonces liderado por Alfonso Quintero en el que llegó al puesto de directora de programación musical. En febrero de 2004 entró al desaparecido programa de Telefutura "Escándalo TV" en el que mostró su capacidad como imitadora, como productora y como libretista de humor, al escribir los guiones del personaje Franchis Moso, de Felipe Viel, Dinamita, Jackie a llovido de Charytin, Kika de Marisa del Portillo entre otras basadas en los chismes más calientes del espectáculo. Participó en Escándalo TV hasta julio de 2010 un año antes de que saliera del aire en octubre de 2011 y en 2010 fue invitada varias veces al desaparecido programa La Tijera de la misma cadena como copresentadora. En  2006 comenzó a participar en los especiales de telefutura Famosos en la Mira, Famosos en Apuros, Famosos en la Noticia y Famosos en La Controversia. En 2007 Paula entró como archienemiga al programa de univision ¿Quién tiene la razón? presentado por la psicóloga y terapeuta de familia, la doctora Nancy Álvarez y que se transmite en toda la Unión Americana y en varios países de Latinoamérica papel que hizo hasta febrero de 2012. En mayo de 2012 hizo su debut en las tablas en la obra Los monólogos de la vagina junto a  Adamari López, Maritza Rodríguez, Sonya Smith, entre otras y en octubre del mismo año, hizo parte de la obra Taxi, en el papel de Luz Dary Pérez junto a otros artistas bajo la dirección de Manuel Mendoza. Actualmente está en el programa de radio El desayuno musical al lado de Javier Romero donde ha tenido la oportunidad de entrevistar artistas internacionales como Chayanne, Franco De vita, Alejandro Fernández, Alejandro Sanz, Paulina Rubio, Juanes,  David Bisbal, Maná, Enrique Iglesias y Fernando Colunga, entre otros. En mayo de 2013 debutó en Micro Teatro junto a la actriz mexicana Rosalinda Rodríguez en la obra Mujeres Ligeras escrita por Indira Páez y dirigida por el director colombiano Leandro Fernández y en julio del mismo año fue invitada para participar nuevamente en Micro teatro con la misma obra en una temporada especial llamada "Por vosotros" , dedicada a reunir las obras que el público eligió como las que quisiera volver a ver. En 2015 debutó con el monólogo "Miss Cuarenta", escrita, producida y representada por ella, con la dirección de Leandro Fernández. La obra fue un éxito que la llevó a  hacer varias giras dentro y fuera de Estados Unidos. En 2017 lanzó su libro autobiográfico 'Una reina sin medidas' en el que cuenta su  historia de superación y sanación luego de enfrentar por muchos años el abuso, la traición y el abandono. Arcila dejó su trabajo en la radio en diciembre de 2017 para mudarse a Madrid, España.

## Campañas publicitarias
Paula ha trabajado como imagen en las campañas publicitarias de diferentes marcas como Toyota de South Florida (Dealer), Vitasource (Vitaminas), CVS pharmacy (Farmacia), Honda Accord (automóviles), Zest (jabones de tocador).